# Gnadenbild Maria, Mutter der Schönen Liebe

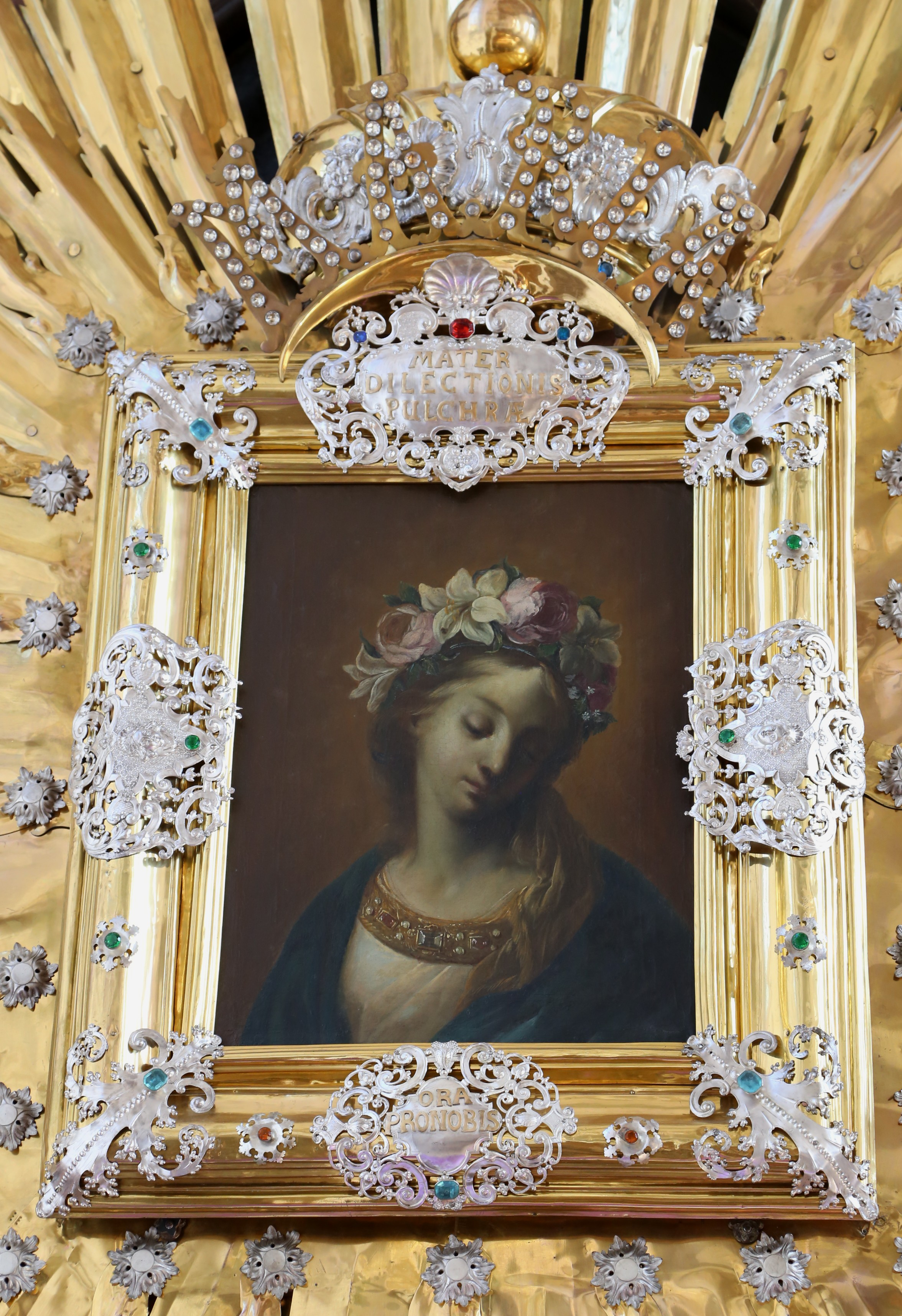
Gnadenbild Maria, Mutter der Schönen Liebe in Wessobrunn

Das Gnadenbild Maria, Mutter der Schönen Liebe ist ein Werk des Benediktinerbruders Innozenz Metz OSB (um 1640–1724) und befindet sich am linken Seitenaltar der Pfarrkirche St. Johann Baptist in Wessobrunn. Das Motiv fand aufgrund der Verehrung der Unbefleckten Empfängnis Mariens weite Verbreitung in Bayern, Österreich, Südtirol, Ungarn, Böhmen, Polen, Belgien und Frankreich.

## Beschreibung
Das Bild zeigt Maria im Porträt vor einem dunkel gehaltenen Hintergrund mit nach links geneigtem Haupt. Ihr gesenkter Blick verweist auf das stille Nachdenken über Gottes Pläne, der sie durch die Botschaft des Engels zur Mutter des Erlösers berufen hat. Diese betende Haltung regt den Betrachter dazu an, sich in derselben Weise Gott zu nähern. Im Haar trägt sie statt Krone oder Heiligenschein einen prächtigen Blütenkranz aus rosafarbenen Rosen, weißen Lilien, kleinen grünen Blättern und weißen Blümchen. Sie trägt einen Schleier, der über ihre linke Schulter fällt, und unter ihrem blauen Mantel ein weißes Seidengewand mit einer mit Edelsteinen besetzten Borte.
Das Bild ist von einem goldenen Rahmen mit silbernen Beschlägen eingefasst, von dem zahlreiche Strahlen ausgehen. Über dem Bild befindet sich eine Krone mit einem Kreuz als Abschluss. Am Rahmen findet sich die lateinische Inschrift Mater Dilectionis Pulchrae – ora pro nobis („Mutter der Schönen Liebe – bitte für uns“). Über dem Strahlenkranz befindet sich ein Engel, der eine weitere Inschrift in Händen hält: Santa (!) Maria gratia dei sine labe concepta o. p. n. (ora pro nobis) („Heilige Maria, durch die Gnade Gottes ohne Sünde empfangen – bitte für uns“). Darüber schwebt der Heilige Geist in Gestalt einer Taube.
Das Bild weist Ähnlichkeiten zum Bild „Maria mit dem geneigten Haupt“ im Karmelitenkloster Döbling (Wien) auf.
Das „Gnadenbild Maria, Mutter der Schönen Liebe“ von Innozenz Metz entstand um 1704. Das Vorbild zu diesem Gnadenbild ist die Marienstatue von Simon Fries (um 1680/82) in Maria Plain bei Salzburg. Der geneigte Kopf und der Strahlenkranz sowie die farbig gefassten Blumen am Haupt sind einander so ähnlich, dass man nicht von einem Zufall ausgehen kann. Traditionell wird die Madonna in Maria Plain als „Wessobrunner Madonna“ bezeichnet, weil sie nach dem Wessobrunner Gnadenbild gemacht sein soll. Laut Datierung des Wessobrunner Gemäldes (1704) und der Marienstatue (1680/82) in Maria Plain ist aber davon auszugehen, dass das Wessobrunner Gnadenbild nach der Figur gemalt wurde. Da Innozenz Metz in Braunau geboren wurde und später in Säben im Kloster war, bevor er nach Wessobrunn kam, ist eine Anwesenheit in Salzburg und hier eine Wallfahrt nach Maria Plain denkbar. Eine sogenannte „Wessobrunner Madonna“ befindet sich auch am Altar des Hl. Ivo in der Universitätskirche in Salzburg. Dieses auf 1722 datierte Gemälde war Vorbild für zahlreiche Kopien im süddeutsch-österreichischen Raum. Die Abhängigkeit einer Kopie entweder vom schlichten Wessobrunner oder von der mit reichhaltigem Schmuck und einem IHS-Medaillon verzierten Salzburger Version ist leicht zu erkennen. Das Salzburger Gemälde wurde auch zum Vorbild für das Antlitz der Mariensäule am Salzburger Domplatz.

## Namensherkunft
Die Bezeichnung „Mutter der Schönen Liebe“ ist der Weisheitsliteratur des Alten Testaments entnommen. In Jesus Sirach 24,23–31 (Vulgata) bzw. Sirach 24,17–22  kommt die Weisheit Gottes zu Wort.
| Lateinisch | Deutsch |
| --- | --- |
| ego mater pulchrae dilectionis et timoris et agnitionis et sanctae spei. in me gratia omnis viae et veritatis, in me omnis spes vitae et virtutis. (Sir 24,24 f. Vulgata) | Ich bin die Mutter der schönen Liebe, der Gottesfurcht, der Erkenntnis und der frommen Hoffnung. In mir ist alle Lieblichkeit des Weges und der Wahrheit, in mir alle Hoffnung des Lebens und der Tugend. (Sir 24,18; vgl. EU, wo 18b als Variante vermerkt ist) |

In der personifizierten Weisheit Gottes sah man eine Andeutung im Alten Testament für die dritte Person in Gott, den Heiligen Geist. Derartige Texte wurden an Marienfesten häufig vorgetragen. Da Maria auch als „Braut des Heiligen Geistes“ verehrt wird, lag es nahe, solche Aussagen auf sie zu beziehen. Die Verehrung der Mutter der Schönen Liebe ist mit dem Fest der Unbefleckten Empfängnis am 8. Dezember verbunden. Im Barock war die Marienanrufung Mater pulchrae dilectionis vielen Betern aus der Lauretanischen Litanei vertraut.

## Geschichte
Um 1700 gelangte das Bild von Innozenz Metz auf Veranlassung von Pater Plazidus Angermayr OSB (1674–1740) ins Kloster Wessobrunn. Traditionsgemäß gab es im Kloster Wessobrunn eine starke Marienverehrung. Bereits die erste Kirche aus der Karolingerzeit war Maria geweiht, und das Fest der Unbefleckten Empfängnis wurde schon 1165 feierlich begangen. Eine romanische Marienfigur in Stein mit dem Namen „Mutter der heiligen Hoffnung“ (Mater Sanctae Spei) gilt als das „älteste heute noch erhaltene marianische Gnadenbild Bayerns“ (heute im Bayerischen Nationalmuseum, München).

Entsprechend dieser marianischen Tradition wurde das Gemälde etwa 1706 von Abt Thassilo Boelzl OSB auf dem Hauptaltar der Klosterkirche angebracht. Plazidus Angermayr gründete daraufhin eine Bruderschaft zur Verehrung der Unbefleckten Empfängnis Mariens, die von Clemens XI. (1700–1721) am 25. Oktober 1710 genehmigt wurde und bis heute in kleinerer Form besteht. Bei der Betrachtung einer Kopie des Bildes soll der Papst ausgerufen haben: 
„In diesem Bild liegt etwas Himmlisches. Es verdient eine Bruderschaft.“
Als das Bild in die von Kurfürst Max Emanuel 1723 gestiftete Kapelle der Unbefleckten Empfängnis Mariä in der Klosterkirche Wessobrunn gebracht wurde, nahm die Verehrung des Bildes und der unbefleckt empfangenen Muttergottes durch die stark wachsende Bruderschaft zu, die Mitte des 18. Jahrhunderts mit über 600.000 Mitgliedern ihre Blütezeit erlebte.
Seit dem 11. September 1803 befindet sich das Bild über dem linken Seitenaltar der Pfarrkirche St. Johann Baptist in Wessobrunn.

## Verbreitung und Kopien
Schon um 1753 soll es über 200 Kopien mit dem Motiv der „Mutter der Schönen Liebe“ gegeben haben. Sie wurden mit dem Original durch Berührung gesegnet. Die Wessobrunner Stuckateure trugen wesentlich zur Verbreitung der Bilder bei, indem sie diese an ihren Wirkungsstätten bekannt machten. So entstanden viele neue Wallfahrtsorte, an denen die „Mutter der Schönen Liebe“ verehrt wurde.
In folgenden Kirchen ist ein Exemplar vorhanden:

### Bayern
- St. Martin, Au bei Bad Aibling
- Kapelle St. Leonhard, Balzhausen

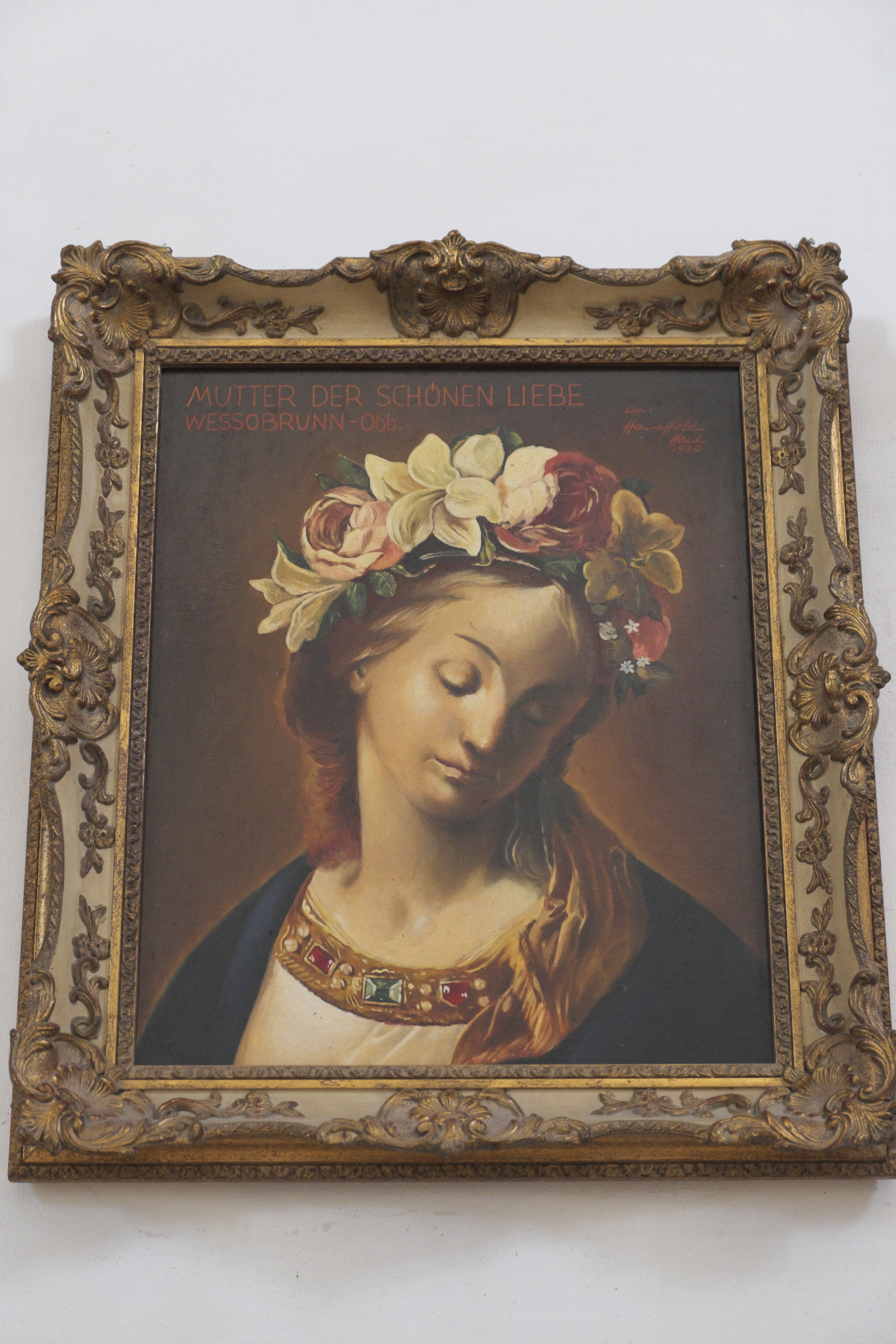
Gnadenbild Maria, Mutter der Schönen Liebe in der Wallfahrtskirche Zur Schmerzhaften Muttergottes in Vilgertshofen

- St. Nikolaus, Bernbeuren am Auerberg
- St. Anna, Birkland (Peiting)
- Kloster der Barmherzigen Schwestern St. Vinzenz, Dießen am Ammersee
- St. Vitus, Donaualtheim
- St. Leonhard, Forst (Wessobrunn)
- St. Nikolaus, Hausen (Geltendorf)
- St. Margaretha, Frasdorf[8]
- ehemalige Wallfahrtskirche Mariä Himmelfahrt, Frauenrain
- Wallfahrtskirche St. Johann Baptist und Georg, Holzhausen am Starnberger See
- St. Peter und Paul, Ludenhausen (Reichling)
- Frauenkirche, Prittriching
- St. Michael, Rottbach
- St. Martin, Sachsenried (Schwabsoien)
- St. Walburga, Schwabbruck
- St. Lambert (ehem. Klosterkirche), Seeon
- St. Martin, Unterbernbach (Marianische Bruderschaft der Unbefleckten Empfängnis seit 1732)[9]
- Wallfahrtskirche Zur Schmerzhaften Muttergottes, Vilgertshofen
- St. Jakob, Wasserburg am Inn
- Wallfahrtskirche zur Heiligen Dreifaltigkeit, Weihenlinden
- Zahlreiche Kopien finden sich in Wessobrunn selber (Kreuzbergkapelle, Pfarrhof).
- Taufkapelle neben der Wallfahrtskirche St. Marinus und Anian, Wilparting
- St. Martin (?), Zusamaltheim.

### Österreich
- Kollegienkirche (am Altar des Hl. Ivo), Salzburg
- Stift Nonnberg (Seitenaltar im rechten Schiff), Salzburg
- Pfarrkirche Mariä Verkündigung (in der Sakristei), Taufkirchen an der Pram/Oberösterreich.

### Südtirol
- St. Georg, Schenna.

### Sonstiges
In der Marienkapelle des Augsburger Domes Mariä Heimsuchung befindet sich ein Bild von Johann Georg Bergmüller (1714), das den Erzengel Gabriel zeigt, wobei das Sujet von Mariä Verkündigung, die Kopfhaltung des Engels sowie der Kranz von drei Rosen im Haar des Engels auf das Wessobrunner Bild hindeuten könnte.
Ein anderes Bildmotiv greift das Fresko in der Kapelle Zur Mutter der schönen Liebe (Arzheim, Koblenz) auf. Dort ist eine ganzgestaltige Muttergottes dargestellt, die auf einer Mondsichel steht und über einer Ansicht von Ehrenbreitstein schwebt. Die Verbindung zum Gnadenbild von Wessobrunn besteht in der unter dem Fresko angebrachten Bildunterschrift aus Jesus Sirach „Ich bin die Mutter der schönen Liebe“ sowie dem Motiv des Unbefleckten Herzens Mariens, das in Form eines goldenen Herzens auf der Brust Mariens zu sehen ist.